# Stade Gorodskoï
Le stade Gorodskoï (en russe : Городской) ou Haradski (en biélorusse : Гарадскі) est un stade multi-usage à Baryssaw, en Biélorussie. Cette enceinte était utilisée par le club de football du FK BATE Borisov, avant son déménagement à la Borisov Arena, en 2014. Ce stade a actuellement une capacité de 5 500 places.

## Histoire
Le stade a accueilli des matchs de la phase de poule de la Ligue des champions 2008-2009, pour cela il subit quelques rénovations. Mis aux normes, il peut accueillir des matchs internationaux.
Au mois de juillet 2009, le stade fut l'hôte de plusieurs matchs de groupe du Championnat d'Europe de football féminin des moins de 19 ans et de la finale du tournoi le 25 juillet.
Ce fut le domicile du Torpedo Jodzina pendant les rénovations de leur stade, le Torpedo.

## Événements
- Tournoi final du Championnat d'Europe de football féminin des moins de 19 ans 2009, 13, 16, 19 et 25 juillet 2009

## Galerie

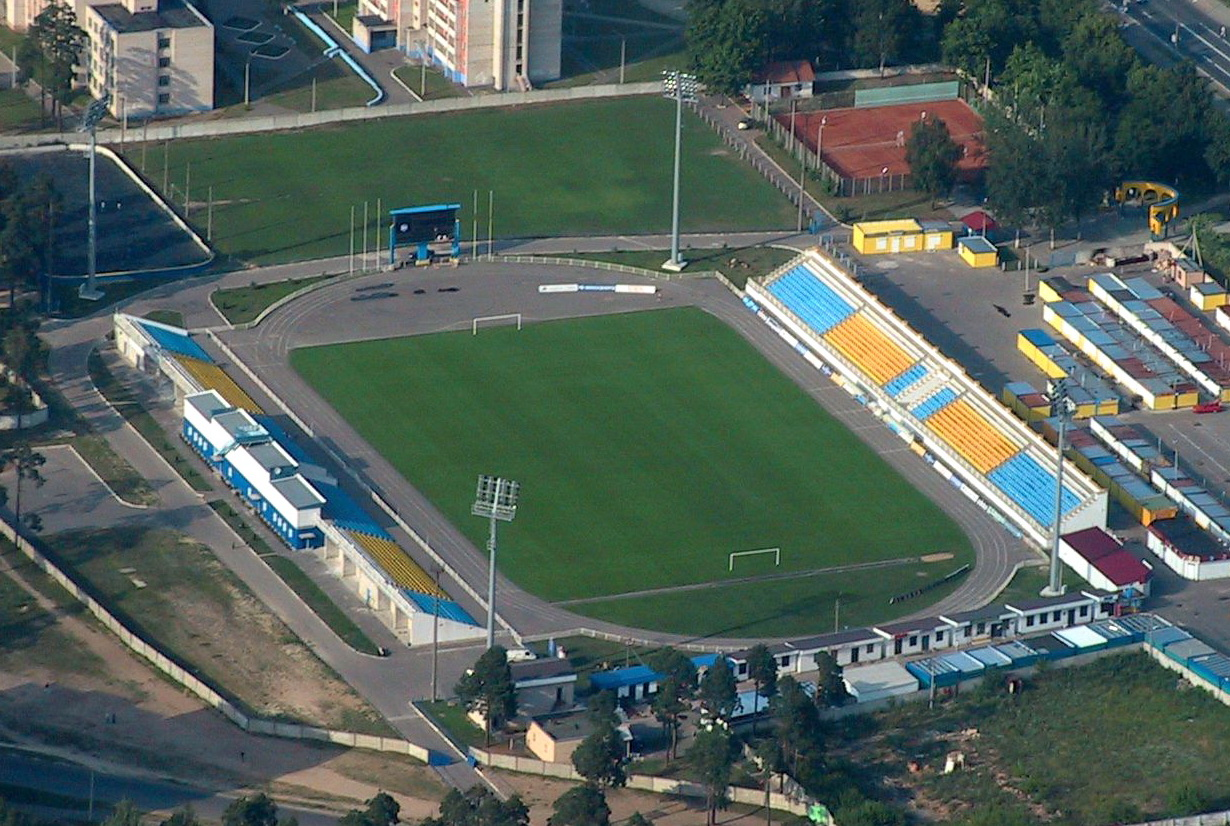
Vue aérienne (2006)
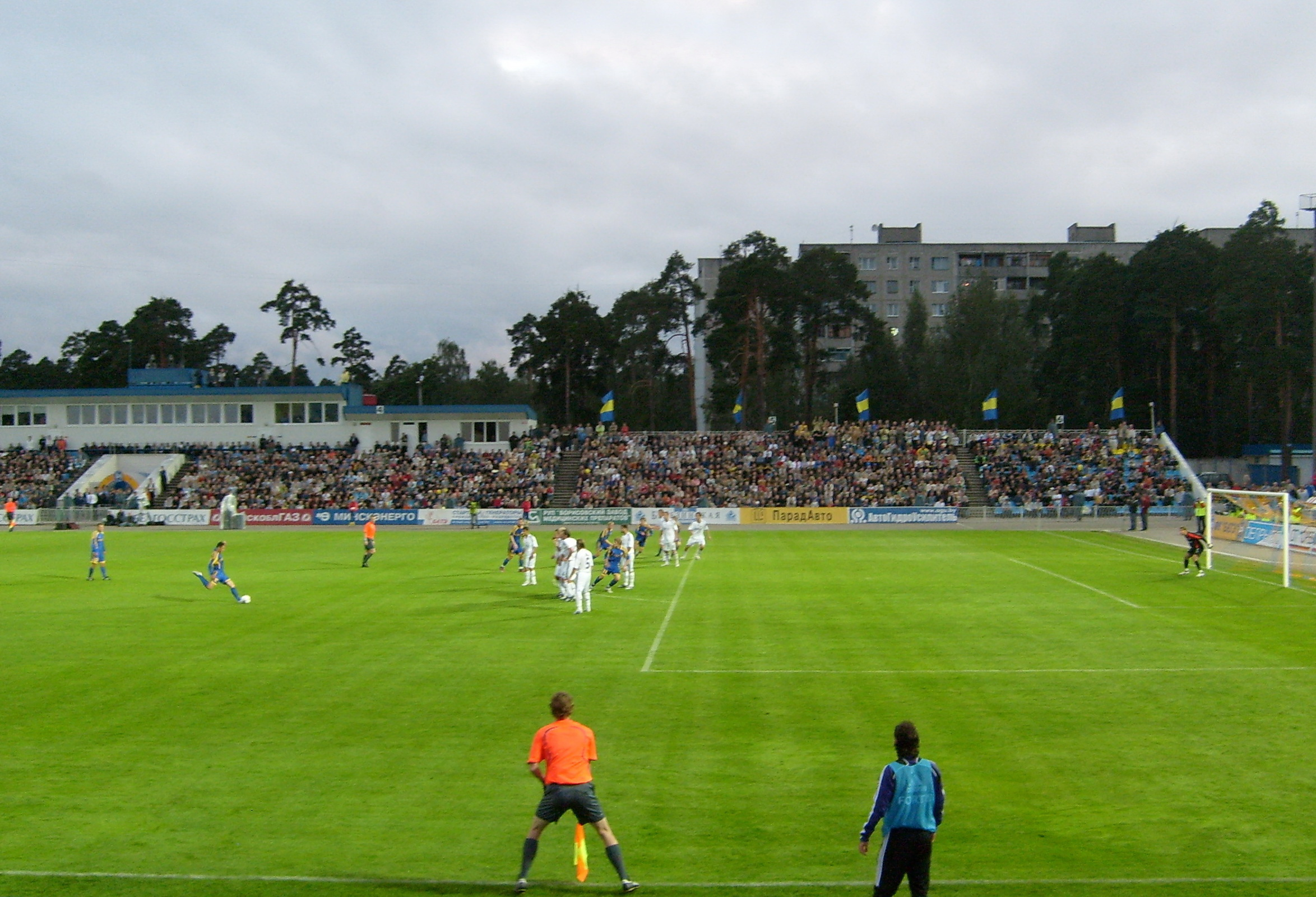
Match du BATE (2008)
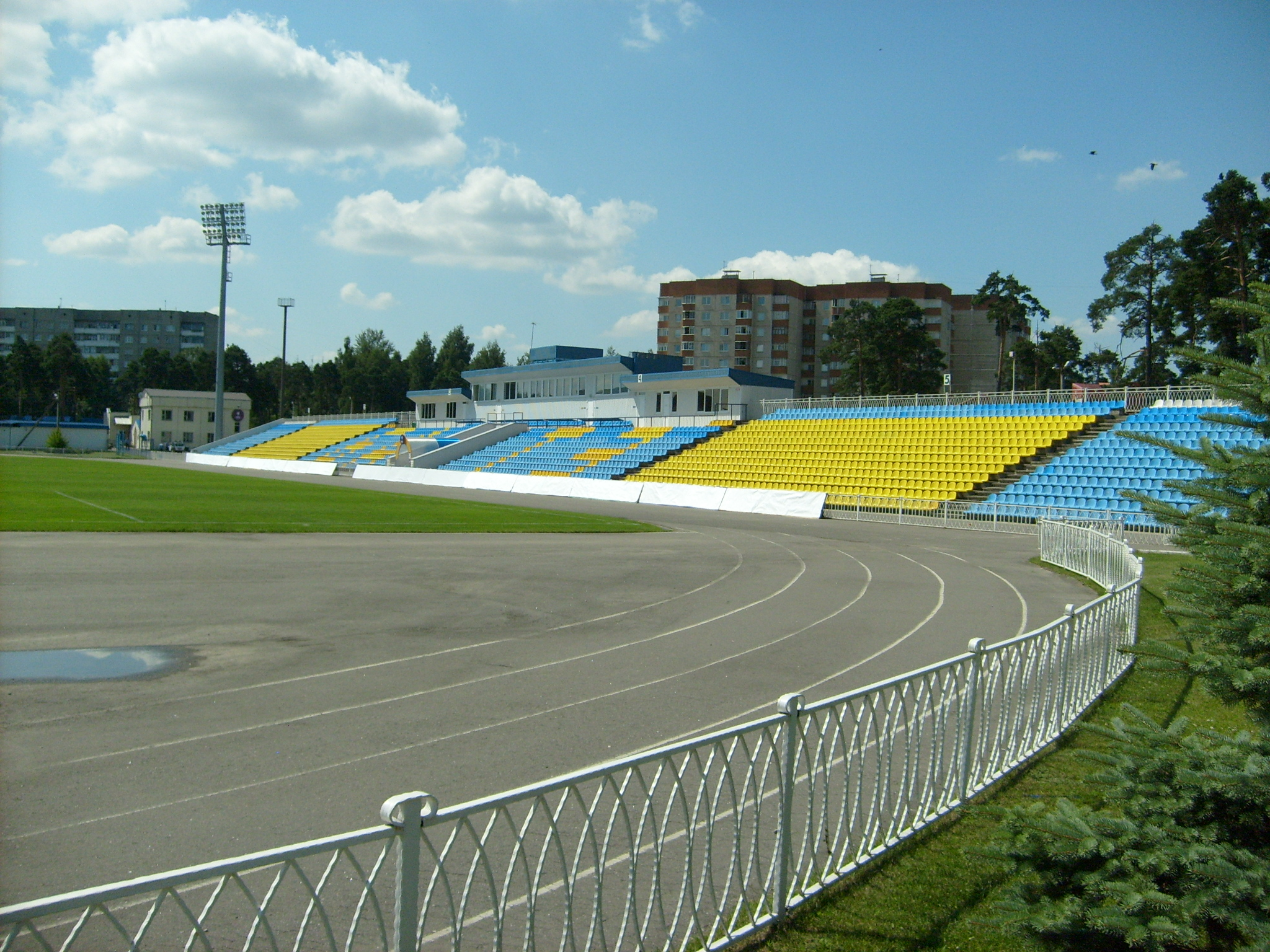
Tribune ouest (2009)